# Гавриловская (Тарногский район)
Гавриловская — деревня в Тарногском районе Вологодской области.
Входит в состав Спасского сельского поселения, с точки зрения административно-территориального деления — в Верхнеспасский сельсовет.
Расстояние по автодороге до районного центра Тарногского Городка — 16 км, до центра муниципального образования Никифоровской — 15 км. Ближайшие населённые пункты — Верхнепаунинская, Лыгинская, Нижнепаунинская.
По переписи 2002 года население — 24 человека (10 мужчин, 14 женщин). Преобладающая национальность — русские (96 %).